# Droga wojewódzka 760
Die Droga wojewódzka 760 (DW 760) ist eine 30 Kilometer lange Droga wojewódzka (Woiwodschaftsstraße) in den polnischen Woiwodschaften Masowien und Podlachien. Die Strecke verbindet die Städte Ostrołęka und Łomża miteinander. Die Straße verläuft auf der ehemaligen Trasse der Droga krajowa 61, welche zum 13. Oktober 2021 abgestuft worden ist.

## Ehemaliger Streckenverlauf
Bis zum 20. April 2021 hatte die DW 760 einen anderen Verlauf. Bis dahin verlief diese vollständig in der Woiwodschaft Masowien sowie im Powiat Pruszkowski. Die Strecke war 2 Kilometer lang und verband den Bahnhof Pruszków in Pruszków mit der Droga wojewódzka 718.